# Rottmersleben
Rottmersleben is een plaats en voormalige gemeente in de Duitse deelstaat Saksen-Anhalt en maakt deel uit van de gemeente Hohe Börde in de Landkreis Börde.
Rottmersleben telt 727 inwoners.